# Tazara-järnvägen

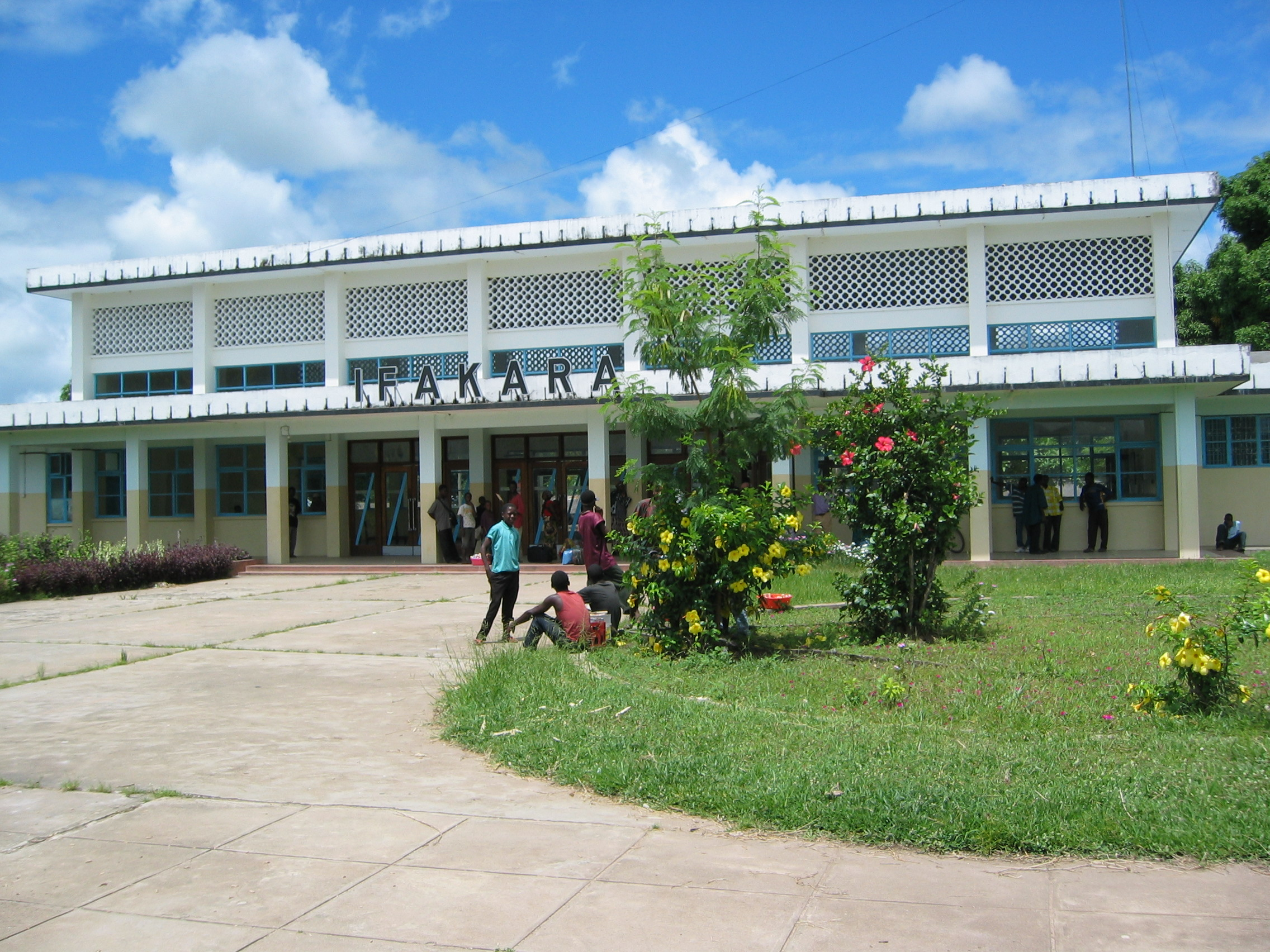
Ifakara station i Tanzania.

Tazara-järnvägen (även Uhuru-järnvägen eller Tanzam-järnvägen) är en järnväg mellan Tanzania och Zambia, byggd mellan 1970 och 1975 på uppdrag av  Tanzania-Zambia Railway Authority (Tazara). Arbetet utfördes av Folkrepubliken Kina som ett biståndsprojekt.
Järnvägen går från hamnen i Dar-es-Salaam och möter den nationella Zambiska järnvägen i Kapri Mposhi, 1 860 kilometer och 1 000 meters stigning senare.
Spårvidden är 1 067 millimeter, vilket är den spårvidd som används i Zambia och övriga södra Afrika. Den matchar däremot inte Tanzanias 1 000 millimeter, som är den gängse spårvidden i Östafrika.

## Stationer
Från söder till norr:
- Kapiri Mposhi
- Serenje
- Mpika
- Kasama
- Nseluka
- Tunduma
- Mbeya
- Mlimba
- Ifakara
- Kidatu
- Dar es-Salaam